# Paddy Roche
Paddy Roche (Dublino, 4 gennaio 1951) è un ex calciatore irlandese, di ruolo portiere.

## Carriera

### Club
Cresce nello Shelbourne. Con gli irlandesi vince una coppa di lega nel 1971, partecipando alla Coppa UEFA 1971-1972, dove la società esce al primo turno contro il Vasas (2-1). Nell'ottobre del 1973, il Manchester United di Tommy Docherty acquista le prestazioni di Roche in cambio di £ 15.000. L'irlandese diviene il secondo portiere dello United: debutta quasi due anni dopo, l'8 febbraio del 1975, contro l'Oxford United, incontro perso 1-0. In questa stagione i Red Devils conquistano la Second Division, ottenendo la promozione diretta in prima divisione. Il club vince la FA Cup nel 1977 ma il portiere non gioca alcun incontro della competizione, non risultando tra i vincitori. Con l'arrivo di Dave Sexton, Roche ottiene maggiore fiducia, totalizzando 39 incontri tra campionato e coppe nazionali nel biennio 1977-1979. Dopo aver iniziato la stagione 1981 sotto la guida di Ron Atkinson, Roche lascia la società, collezionando 53 presenze in tutte le competizioni.
Nell'ottobre del 1982 passa al Brentford, in terza divisione inglese. Gioca tutti gli incontri della stagione 1982-1983 e nel 1985 si trasferisce all'Halifax Town, in quarta divisione. Nel 1990 chiude la carriera tra i dilettanti, in una società di quinta divisione.

### Nazionale
Esordisce il 10 ottobre 1971 contro l'Austria (6-0).

## Palmarès

### Club

#### Competizioni nazionali
- League of Ireland Shield: 1

Shelbourne: 1970-1971
- Second Division: 1

Manchester United: 1974-1975